# Goniophila excavata
Goniophila excavata là một loài bướm đêm trong họ Noctuidae.